# Epeolus flavociliatus
Epeolus flavociliatus là một loài Hymenoptera trong họ Apidae. Loài này được Friese mô tả khoa học năm 1899.